# Приганюк, Юрий Андреевич
Ю́рий Андре́евич Приганю́к (рум. Iurie Priganiuc; 23 октября 1978, Тирасполь, Молдавская ССР, СССР) — молдавский футболист, защитник и полузащитник.

## Карьера

### Клубная
Профессиональную карьеру начал на родине в 1995 году в клубе «Нистру» из Чобручи, за который сыграл 10 матчей. С 1996 по 2001 год выступал за тираспольский «Тилигул», проведя за это время 129 матчей и забив 8 мячей в ворота соперников.
В 2002 году перешёл в тираспольский «Шериф», в составе которого играл до 2004 года, проведя за это время 67 матчей, забив 4 мяча, трижды став вместе с командой чемпионом Молдавии, один раз выиграв Кубок Молдавии и дважды Суперкубок.
В 2005 году переехал в Россию в клуб «Химки», за который в том сезоне сыграл 20 матчей и забил 2 мяча. В 2006 году перешёл в нижегородский «Спартак», сыграл за него 29 матчей. В 2007 году выступал в составе хабаровского клуба «СКА-Энергия», за который сыграл 7 матчей. В 2008 году вернулся на родину, где играл за клуб «Тилигул-Тирас».
В 2009 году вернулся в Россию, где подписал контракт с майкопской «Дружбой», за которую в том сезоне провёл 30 матчей и забил 5 голов.
В 2011 вернулся в Молдавию.

### В сборной
В составе главной национальной сборной Молдавии выступал с 2000 по 2005 год, проведя за это время 26 матчей.

## Достижения
- Чемпион Молдавии (4): 2001/02, 2002/03, 2003/04, 2004/05.
- Обладатель Кубка Молдавии (1): 2002/03
- Обладатель Суперкубка Молдавии (2): 2003, 2004
- Чемпион Кубка Содружества (1): 2003
- Мастер спорта России по футболу.